# Edvin Anger
Edvin Anger (Hedemora, 8 aprile 2002) è un fondista svedese.

## Biografia
Originario di Hedemora e attivo dal novembre del 2018, in Coppa del Mondo Anger ha esordito il 25 novembre 2022 a Kuusamo in una sprint (12º) e ha ottenuto il primo podio il 5 febbraio 2023 a Dobbiaco in staffetta (2º); ai Mondiali di Planica 2023, sua prima presenza iridata, si è classificato 50º nella 15 km, 29º nella sprint e 5º nella sprint a squadre. Il 19 marzo 2023 ha conquistato la prima vittoria in Coppa del Mondo nella staffetta mista di Falun; ai Mondiali di Trondheim 2025 ha vinto la medaglia di bronzo nella staffetta e nella sprint a squadre e si è piazzato 4º nella 10 km, 11º nella sprint e 14º nello skiathlon. Non ha preso parte a rassegne olimpiche.

## Palmarès

### Mondiali
- 2 medaglie:
  - 2 bronzi (sprint a squadre, staffetta a Trondheim 2025)

### Coppa del Mondo
- Miglior piazzamento in classifica generale: 15º nel 2023
- 9 podi (3 individuali, 6 a squadre):
  - 3 vittorie (1 individuale, 2 a squadre)
  - 4 secondi posti (1 individuale, 3 a squadre)
  - 2 terzi posti (1 individuale, 1 a squadre)

#### Coppa del Mondo - vittorie
| Data            | Località    | Nazione  | Spec.                                                          |
| --------------- | ----------- | -------- | -------------------------------------------------------------- |
| 19 marzo 2023   | Falun       | Svezia   | 4x5 km MX (con Calle Halfvarsson, Moa Olsson e Jonna Sundling) |
| 18 gennaio 2025 | Les Rousses | Francia  | SP TC                                                          |
| 24 gennaio 2025 | Engadina    | Svizzera | 4x5 km (con Jens Burman, Emma Ribom e Moa Olsson)              |

Legenda:

TC = tecnica classica

SP = sprint

MX = mista

#### Coppa del Mondo - competizioni intermedie
- 2 podi di tappa:
  - 2 secondi posti